# Udo Wenders
Udo Wenders, de son vrai nom Udo Ebner (né le 29 octobre 1972) est un chanteur autrichien.

## Biographie
Ses parents sont membres d'un chœur, le fils suit une formation vocale classique de deux ans au conservatoire. À côté de son métier, il se lance comme humoriste.
En 2008, il participe sous le nom d'Udo Wenders au Grand Prix der Volksmusik 2008. Étonnamment, il gagne clairement la sélection autrichienne avec la chanson Der letzte Zug, Cara mia, devant Klostertaler. Wenders décide alors de se concentrer sur la musique et, dans la même année, il sort son premier album, qui a le même titre que sa chanson.
En 2009, il participe à l'émission Dancing Stars et termine troisième. Un mois plus tard sort son deuxième album Zärtliche Signale.

## Discographie
Albums
- 2008 : Der letzte Zug, Cara mia
- 2009 : Zärtliche Signale
- 2010 : Jedesmal ist es für immer
- 2012 : Ich finde dich
- 2013 : Weltberühmt (in meinem Herzen)
- 2016 : Born to be Wenders

## Source de la traduction
- (de) Cet article est partiellement ou en totalité issu de l’article de Wikipédia en allemand intitulé « Udo Wenders » (voir la liste des auteurs).